# Aurora (Nico Touches the Walls)
Aurora è il secondo album del gruppo musicale giapponese Nico Touches the Walls, pubblicato il 25 novembre 2009 dalla Ki/oon Records. L'album ha raggiunto la diciassettesima posizione della classifica Oricon.

## Tracce
1. Aurora (オーロラ) - 1:43
2. Hologram (ホログラム) - 4:08
3. Me (芽) - 4:55
4. Lonesome Ghost - 3:49
5. Big Foot (ビッグフット) - 4:53
6. Kakera subete no Omoitachi he- (かけら～総べての想いたちへ～) - 4:56
7. Sabitekita (錆びてきた) - 3:36
8. Leo (レオ) - 5:06
9. N Kyoku to N Kyoku (N極とN極) - 2:55
10. Fūjin (風人) - 4:22
11. Nami (波) - 4:44
12. Tomato (トマト) - 6:23